# Aulus Atilius Serranus
Aulus Atilius Serranus was een politicus ten tijde van de Romeinse Republiek. In 170 v.Chr. was hij consul.
Atilius Serranus was aedilis curulis in 193 v.Chr., samen met Lucius Scribonius Libo. Zij waren de aediles die de jaarlijkse Ludi Megalenses of Megalesia in Rome introduceerden. Dit zesdaagse festival met spelen ter ere van Magna Mater werd in 203 v.Chr. door Pessinus naar Rome gebracht, maar na dat jaar niet meer gevierd tot 193 v.Chr.
Het jaar daarop was hij praetor en was hij verantwoordelijk voor het transport van Romeinse troepen van Brundisium naar Macedonië tijdens de Derde Macedonische oorlog. In 171 v.Chr. werd hij met onder andere Quintus Marcius Philippus naar Griekenland gestuurd om de groeiende invloed van Perseus van Macedonië aldaar tegen te gaan.
Atilius Serranus werd in 170 v.Chr. verkozen tot consul, samen met Aulus Hostilius Mancinus.